# Regius Professor of Ecclesiastical History (Oxford)
Der Regius Professor of Ecclesiastical History ist eine 1842 von Königin Victoria gestiftete Regius Professur an der University of Oxford. Dort wird Kirchengeschichte der Church of England gelehrt. Neben dieser Professur gab es ab 1716 noch die von König Georg I. gestiftete Regius Professur für Ecclesiastical History an der University of Glasgow. Diese wurde ab 1935 nicht mehr als Regius-Professur geführt, besteht aber weiter.

## Geschichte des Lehrstuhls
1842 stiftete Queen Victoria die Regius-Professur für Kirchengeschichte in Oxford. Zu diesem Zeitpunkt bestand schon eine Regius Professur of Ecclesiastical History an der University of Glasgow, wo allerdings der Standpunkt der Church of Scotland gelehrt wurde, der sich in Teilen von dem der Church of England unterschied. Der erste Professor war Robert Hussey, der sich in der Universität schon in verschiedenen Ämtern bewährt hatte. In dieser Zeit war das religiöse Leben in Oxford in einer Zwei-Parteien-Kontroverse gespalten. Hussey hielt das Amt bis zu seinem Tod 1856.
Sein Nachfolger, Arthur Penrhyn Stanley, war ebenfalls ein erfahrener Mann der Universität und der Church of England. Er übte durch seine Vorlesungen, seine Predigten und seine soziale Stellung einen erheblichen Einfluss auf die jungen Männer in Oxford aus. Seine unabhängige Haltung gegenüber den Konflikten in Oxford und sein konsistentes Auftreten verschafften hohen Respekt unter den Entscheidungsträgern.
Obwohl er (zumindest 1866) gar kein Historiker war, wurde 1866 Henry Longueville Mansel zum Regius Professor ernannt. Seine akademischen Leistungen betrafen das Feld der Philosophie.
Aktuell ist Sarah Foot Regius Professor. Sie erforscht mittelalterliche Abteien und die Rolle von Frauen in der Religion.

## Inhaber des Lehrstuhls
Die nachfolgende Liste ist möglicherweise unvollständig.
| Name                        | Daten | von  | bis   | Anmerkungen |
| --------------------------- | ----- | ---- | ----- | ----------- |
| Robert Hussey               | B.D.  | 1842 | 1856  |             |
| Arthur Penrhyn Stanley      |       | 1856 | 1863  |             |
| Walter Waddington Shirley   |       | 1863 | 1866  |             |
| Henry Longueville Mansel    |       | 1866 |       |             |
| William Bright              |       | 1868 | 1901  |             |
| Charles Bigg                |       | 1901 | 1908  |             |
| Edward William Watson       |       |      |       |             |
| Claude Jenkins              |       | 1934 |       |             |
| Stanley Lawrence Greenslade |       | 1960 | 1972  |             |
| John McManners              |       | 1972 | 1984  |             |
| Peter Hinchliff             |       | 1992 | 1995  |             |
| Henry Mayr-Harting          |       | 1997 | 2003  |             |
| Sarah Foot                  |       | 2007 | heute |             |